# نهنگ آبی
نهنگ آبی (نام علمی: Balaenoptera musculus) که به وال آبی نیز معروف است یک نوع پستاندار دریایی است که دارای حداکثر اندازهٔ ۳۰ متر و وزنی معادل ۱۷۳ تن است. نهنگ آبی سنگین‌ترین جانوری است که تا کنون بر روی کرهٔ زمین زیسته‌است. دانشمندان اندازهٔ این حیوان را با بزرگ‌ترین دایناسور و بزرگ‌ترین حیوان خشکی‌زی در تاریخ یعنی آمفیکوئلیاس مقایسه می‌کنند. این جانور در مناطق مختلفی از دنیا یافت شده و دارای پنج زیرگونه شناخته شده‌است.نهنگ آبی می‌تواند با سرعتی برابر ۲۰ گره دریایی شنا کند.

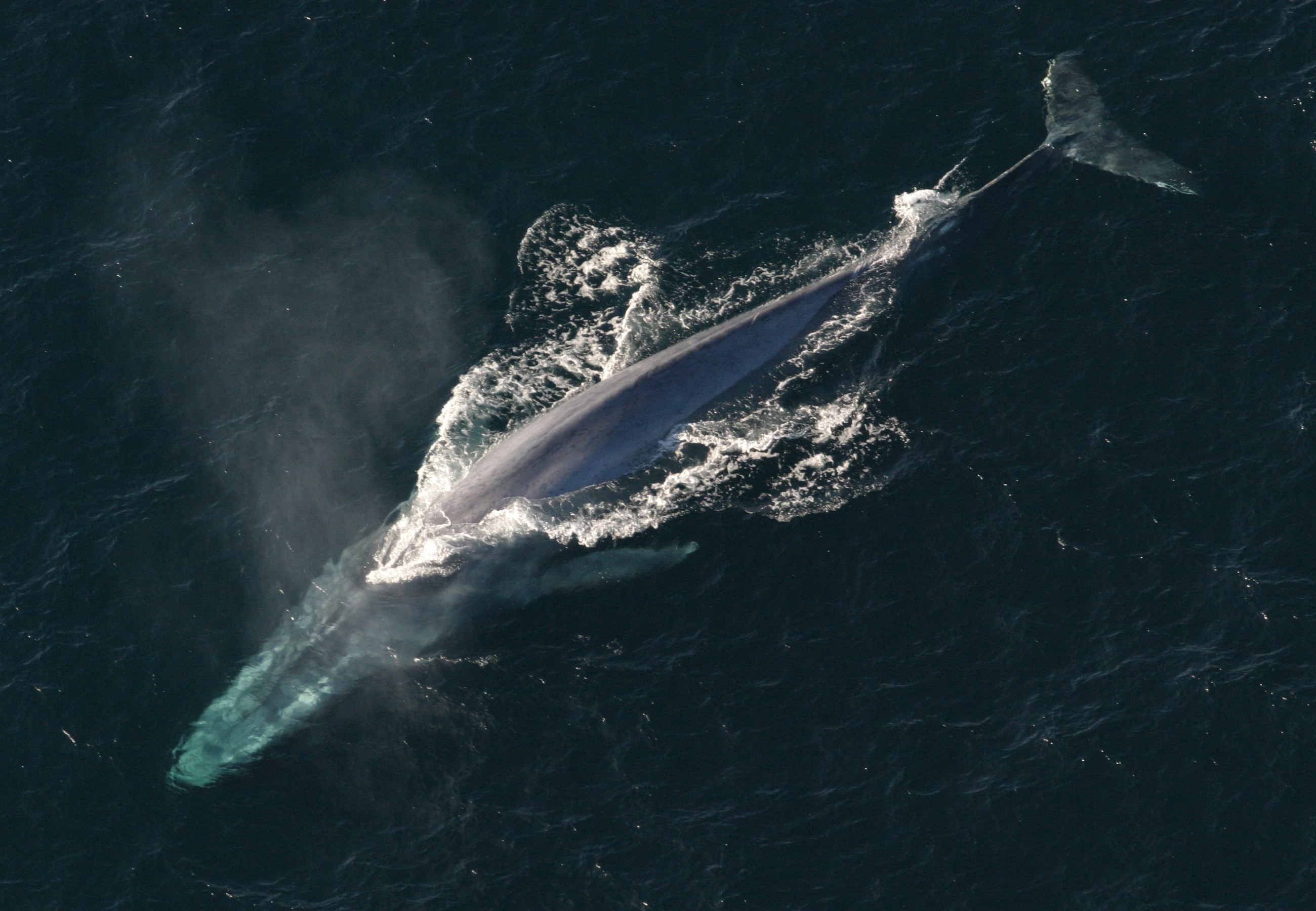
تصویری از نهنگ آبی

## طول عمر
نهنگ‌های آبی از گونه‌های دیگر نهنگ‌ها طول عمر بیشتری دارند. نهنگ‌های آبی به صورت طبیعی عمری بین ۹۰ تا  ۱۰۰ سال دارند. پیرترین نهنگ شکار شده توسط بشر بیش از 200 سال عمر داشته است.

## توصیف
اندازه
بزرگ‌ترین نوزاد جانوری که در همهٔ دنیا زاییده می‌شود، نوزاد نهنگ آبی است. این نوزادها رشد خیره‌کننده‌ای دارند؛ به گونه‌ای که در ۷ ماههٔ نخست زندگی خود، روزانه تقریباً ۱۰۰ گالن (در حدود ۳۷۹ لیتر) از مادر خویش شیر می‌نوشند و تقریباً ۲۰۰ پوند (۹۱ کیلوگرم) در هر روز بر جرمشان افزوده می‌گردد و ماهیچه های آن وزنی برابر یک فیل بالغ دارند. یک نهنگ جوان در هر روز می‌تواند تقریباً ۴ تن کریل بخورد.
بسیاری از دانشمندان عقیده دارند که نهنگ آبی بزرگ‌ترین پستاندار و بزرگ‌ترین جانوری است که تا کنون روی زمین زندگی کرده، حتی با وجود دایناسورها. بزرگ‌ترین دایناسوری که تا کنون کشف شده دایناسور آمفیکوئلیاس است که در حدود ۱۳۰ تن یعنی ۷۰ تن سبک‌تر از یک نهنگ آبی بوده‌است. قلب نهنگ آبی که بزرگ‌ترین قلب جهان شناخته می‌شود ۱۸۰ کیلوگرم وزن دارد و در هر بار تپش می‌تواند ۲۲۰ لیتر خون را در بدن این حیوان به گردش درآورد.در حالت آهسته قلب آن‌ها ۲ بار در دقیقه و در حالت تُند ۳۷ بار در دقیقه تپش دارند.
بیشتر نهنگ های آبی به تنهایی  زندگی می‌کنند اما می‌توان آن‌ها را به صورت جفت یافت.هنگامی که غذا به اندازه کافی فراوان باشد آن‌ها را می‌توان در دسته های بیش از ۵۰ نفر مشاهده نمود.هنگامی که نهنگ ها در ژرفا و اعماق شنا می‌کنند تپش قلب‌ شان به ۲ بار در دقیقه و در هنگامی به روی آب می‌آیند تپش قلب آن‌ها به ۳۷ بار در دقیقه می‌رسد.سرعت نهنگ آبی در هنگام مهاجرت فصلی از ۵ کیلومتر  تا ۳۰ کیلومتر در ساعت می‌رسد.

## صدا
نهنگ‌های آبی توان تولید صداهای مختلفی را دارند. نهنگ نر برای جذب نهنگ‌های ماده فریادهایی می‌زند که قدرت ۱۸۰ دسی‌بل دارد. این فریادها از فاصلهٔ بیش از ۸۰۰ کیلومتری تشخیص‌پذیرند. صدای نهنگ آبی بلندترین صدایی است که یک موجود زنده می‌تواند تولید کند.

## وضعیت بقا
دانشمندان اعتقاد دارند که در دهه ۱۹۶۰ (میلادی)، حدود ۲۰۰٬۰۰۰ نهنگ آبی در جهان زندگی می‌کرده‌اند، ولی در دههٔ نخست هزارهٔ سوم، فقط و فقط حدود ۱۰٬۰۰۰ نهنگ آبی زنده مانده‌اند که این نشان‌دهندهٔ به‌مخاطره‌افتادن بقای ایشان است. این موجود در خطر انقراض قرار دارد.
به گفته موزه سلطنتی انتاریو، تنها حدود ۲۵۰ نهنگ آبی در شمال غرب اقیانوس اطلس باقی مانده‌اند.